# Parque de los Héroes Nacionales
El Parque de los Héroes Nacionales (en inglés: National Heroes Park) es un jardín botánico en Kingston, Jamaica. Es el mayor espacio abierto en Kingston con 20 hectáreas de extensión, el parque de los héroes nacionales cuenta con numerosos monumentos, y es el lugar de entierro de muchos de los héroes nacionales de Jamaica, además de primeros ministros y líderes culturales.
Fundado en 1783, el parque era originalmente un espacio llamado "Kingston Race Course", que contó con una pista de una milla utilizada para carreras de caballos. En 1905 se construyó una nueva pista en Knutsford park,y el antiguo camino fue renombrado como "Parque conmemorativo Jorge VI ", en honor del rey Jorge VI del Reino Unido y se convirtió en un parque público. Después de que Jamaica obtuvo su independencia en 1962, el nombre del parque se volvió a cambiar al que lleva actualmente.